# Via Elorina
La Via Elorina è un'antica via costiera (in greco antico: Ἑλωρίνη ὁδός?) costruita dai Siracusani per collegare Siracusa a Eloro, e alle altre città del Mar Ionio. Ne fa menzione Tucidide nella Guerra del Peloponneso:

## Scavi archeologici
Durante gli scavi in contrada Milocca, Paolo Orsi, nel 1892 riscontra le tracce di un'antica via, con direzione Nord-Sud, e la identifica con la Via Elorina citata da Tucidide.

## Identificazione della strada
Grazie a Tucidide, sappiamo che gli Ateniesi utilizzarono la via per fuggire dall'esercito siracusano, sperando di trovare rifugio presso le città dell'interno, abitate da Siculi.
La via, come descritta da Tucidide, dunque passava (attraverso guadi o ponti) oltre il fiume Cacipari (fiume Cassibile), il fiume Erineo (identificato con la fiumara Miranda), e il fiume Assinaro.
L'itinerario dei theoroi di Delfi ci svela che molto probabilmente, la strada proseguiva verso Kamarina, passando per Tyrakion (Tyrake).

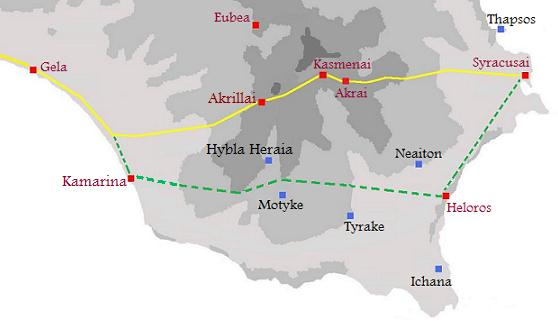
In giallo è segnata la Via Selinuntina; in verde tratteggiato, la via Elorina